# اپگا (ویرجینیای غربی)
اپگا (به انگلیسی: Apgah) یک منطقهٔ مسکونی در ایالات متحده آمریکا است که در شهرستان کاناوا، ویرجینیای غربی واقع شده‌است. اپگا ۳۹۲٫۸۹ متر بالاتر از سطح دریا واقع شده‌است.